# Smart Investor
Das Magazin Smart Investor ist eine seit 2003 monatlich erscheinende Publikation.

## Magazin
Seinen Ursprung hat der Verlag im früheren Anlegerteil des Börsenmagazins GoingPublic Magazin, der im Mai 2003 zum eigenständigen Zeitschriftentitel ausgebaut wurde. Chefredakteur seit der ersten Ausgabe ist Ralf Flierl.
Inhaltlich besteht das Magazin aus sechs unterschiedlichen Rubriken: Märkte, Hintergrund, Instrumente, Research Märkte & Aktien sowie „Potpourri“. Zu den regelmäßigen Kolumnisten gehört u. a. Uwe Lang. Das Magazin sei ein „heftiger und leidenschaftlicher Vertreter der Österreichischen Schule“, so die Buchautoren Bortenlänger und Kirstein. Dass Leserbriefe auch beantwortet werden, finden sie bemerkenswert.
Die Auflage des Magazins wird von der Informationsgemeinschaft zur Feststellung der Verbreitung von Werbeträgern gemessen; seit dem ersten Quartal 2013 inklusive der ePaper-Auflage.
Korrespondierend zur Zeitschrift gibt es neben der Website mit dem Smart Investor Weekly auch einen wöchentlichen Newsletter.
| 1998 | 1999 | 2000 | 2001 | 2002 | 2003 | 2004 | 2005 | 2006 | 2007 | 2008 | 2009 | 2010 | 2011 | 2012 | 2013 | 2014 | 2015 | 2016 | 2017 | 2018 | 2019 | 2020 | 2021 | 2022 | 2023 | 2024 |
| ---- | ---- | ---- | ---- | ---- | ---- | ---- | ---- | ---- | ---- | ---- | ---- | ---- | ---- | ---- | ---- | ---- | ---- | ---- | ---- | ---- | ---- | ---- | ---- | ---- | ---- | ---- |
|      |      |      |      |      |      |      |      |      |      |      |      |      |      | 7488 | 7393 | 7277 | 6648 | 6495 | 6823 | 6510 | 7174 | 5304 |      |      |      |      |

## Verlag
Das Magazin wird herausgegeben von der Smart Investor Media GmbH, die ursprünglich Anfang 2000 als Biotech Media GmbH gegründet wurde und zunächst in Frankfurt domiziliert war. Im Herbst 2003 wurden u. a. Satzungsänderungen, die Sitzverlegung nach Wolfratshausen und eine Änderung der Firma beschlossen. Geschäftsführer seit der Gründung ist Chefredakteur Ralf Flierl; nach den in § 267 HGB angegebenen Größenklassen ist der Verlag eine kleine Kapitalgesellschaft.
Zur Geschäftstätigkeit des Verlags gehören insbesondere „die Herstellung, die Herausgabe, die Vermarktung sowie der Vertrieb von Publikationen zum Thema Börse“ sowie „die Erbringung von Beratungsdienstleistungen an Dritte in den Bereichen Börse und Wirtschaft, insbesondere die Beratung von Kapitalanlagegesellschaften im Zusammenhang mit der Auflage und dem Management von Investmentfonds“.
Anfang 2006 hielt der Münchner Verlag GoingPublic Media AG 46,7 % der Anteile an Smart Investor Media. Zwischenzeitlich wurde der Anteil weiter aufgestockt, so dass er im September 2012 von 68,9 % auf 80,2 % stieg und Ende 2013 um 9,8 % auf nun 90 %.
Am 21. August 2019 kaufte die wallstreet:online AG 90 % an der Smart Investor Media GmbH für 900.000 €.

## Nähe zum Rechtspopulismus
Laut Berichten des Rechten Rand und vom Tagesspiegel weist der Smart Investor rechtspopulistische Tendenzen auf und steht in Kontakt mit Magazinen und Personen der Neuen Rechten. So annonciere das Magazin regelmäßig im rechtsextremistischen Compact. Außerdem habe der Chefredakteur Flierl im April 2012 gemeinsam mit Jürgen Elsässer einen Solidaritätsbesuch beim iranischen Präsidenten Mahmud Ahmadineschad unternommen.